# Щавель красивий
Щавель красивий (Rumex pulcher L.) — вид квіткових рослин родини гречкові (Polygonaceae). Етимологія: лат. pulcher — «красивий».

## Опис
Це багаторічна, прямостояча, гола трава. Рослина має товстий стрижневий корінь, до 70 сантиметрів. Досягає розмірів 30–60 см у висоту. Листя чергові, базальні довгасті, довжиною до 12 см, зі злегка хвилястим краєм на довгих черешках. Квітки розташовані в компактних маленьких групах, на деякій відстані один від одного вздовж кластерів, які разом утворюють велику волоть, в якому представлені кілька маленьких листків. Ці невеликі групи квітів також представлені в пазухах верхніх листків. Квітки зеленого або червоного кольору, дуже малі. Плід — сім'янка з єдиним насінням. Сім'янки 2–3,5 мм, мають темно-червоно-коричневий колір.

## Поширення
Батьківщина: Північна Африка: Алжир; Єгипет; Лівія; Марокко; Туніс. Кавказ: Вірменія; Азербайджан; Грузія. Азія: Туркменістан; Кіпр; Іран; Ірак; Ізраїль; Йорданія; Ліван; Сирія; Туреччина. Європа: Україна — Крим; Німеччина; Угорщина; Об'єднане Королівство; Албанія; Боснія і Герцеговина; Болгарія; Хорватія; Греція; Італія; Македонія; Чорногорія; Румунія; Сербія; Словенія; Франція; Португалія [вкл. Мадейра]; Гібралтар; Іспанія [вкл. Канарські острови]. Натуралізований: Австралія; Мексика; Сполучені Штати; Куба; Аргентина; Чилі; Парагвай; Уругвай. Поширений в тропічних листяних лісах, іноді сосново-дубових лісах.

## Галерея

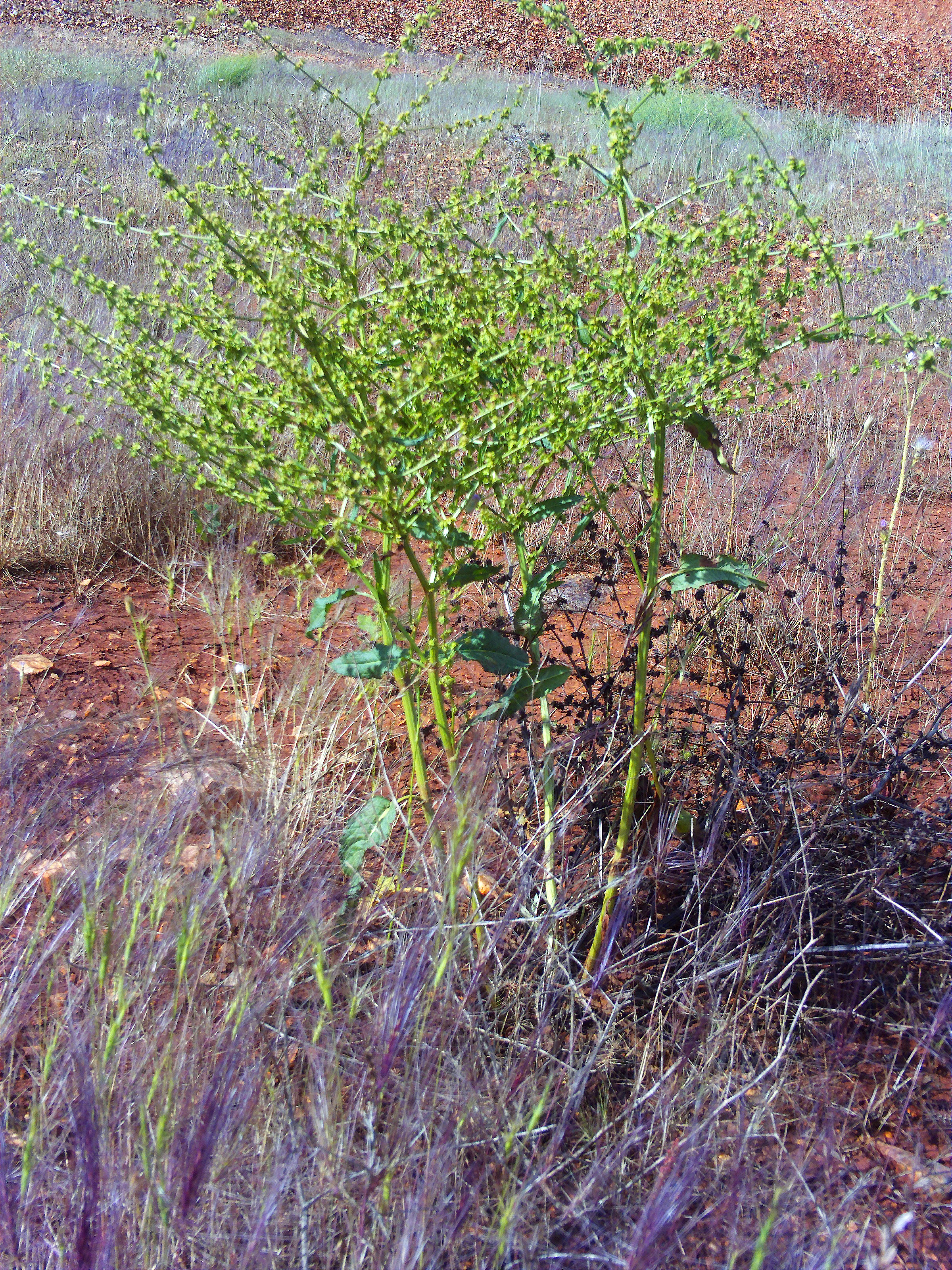
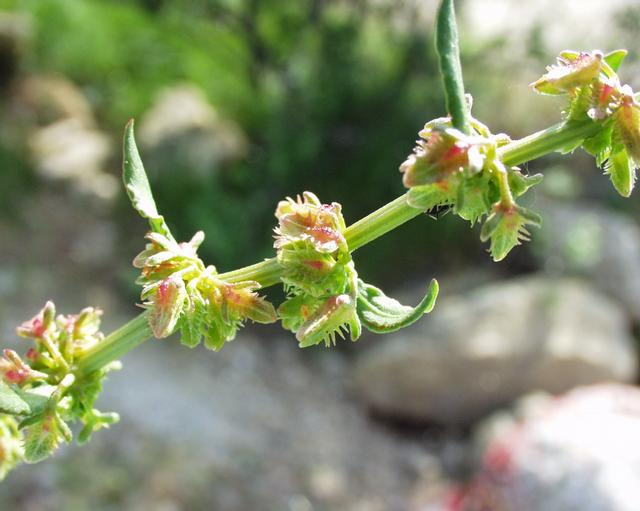
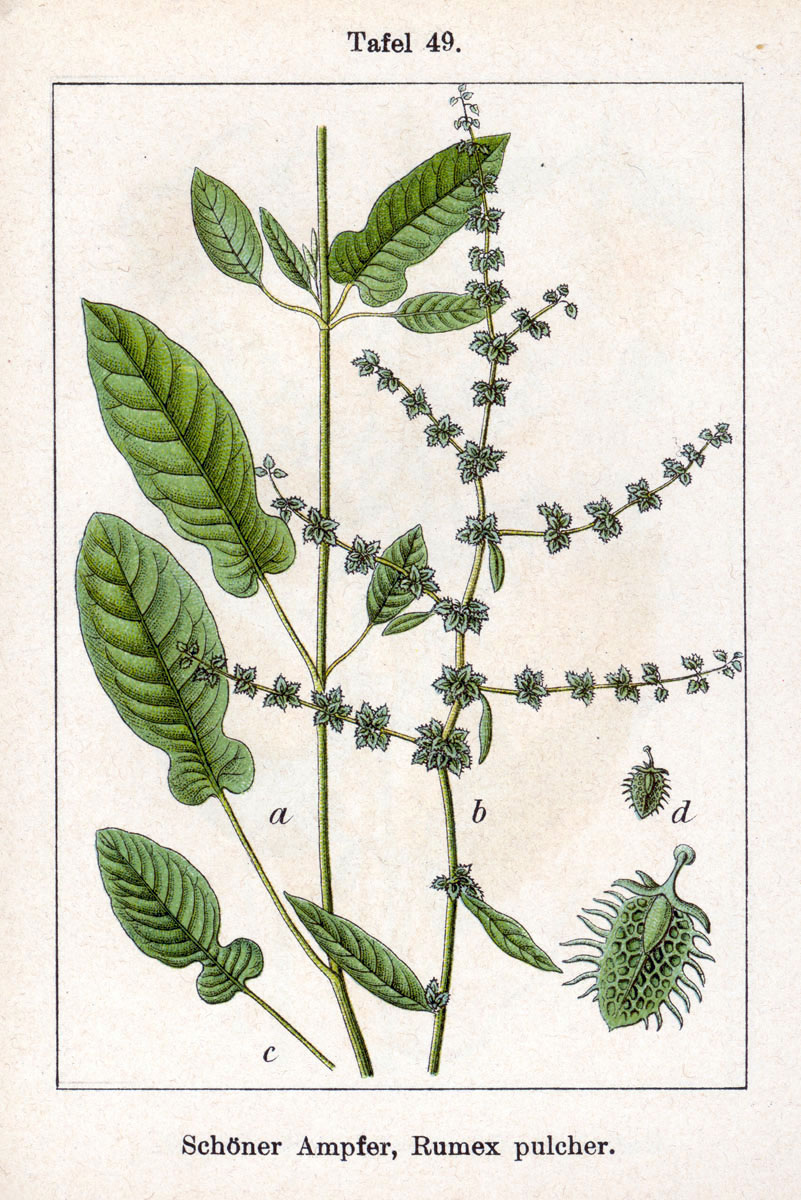